# 人蟻
『人蟻』（ひとあり）は、高木彬光の長編推理小説。百谷泉一郎弁護士シリーズ第一作。雑誌『週刊東京』1959年（昭和34年）2月28日号から9月12日号にかけて連載され、1960年（昭和35年）6月に森脇文庫より単行本化され、ほどなくして絶版状態になり、翌1961年（昭和36年）に改めてカッパ・ノベルス（光文社）に収められている。

## 解説
本作は百谷泉一郎弁護士と明子夫人のシリーズ第1作目であり、二人の出会いと砂糖売買をめぐる汚職およびそれにまつわる殺人事件を描いた作品である。この時期、高木彬光は作家生活十年目を迎えて作風に行き詰まりを感じ始め、その結果、1958年（昭和33年）の『成吉思汗の秘密』でシリーズ探偵の神津恭介を一旦引退させ、社会派風の作品として本作と、『白昼の死角』の連載を開始している。これは作者にとって「帰りの橋を焼いてしまったくらいの決断」だったという。
作者の意図は、本格ものと社会派との長所を取り入れた新しいタイプのミステリを創造するところにあり、この作品でも殺人事件の謎と、「シャロック・ホームズ」なる謎の人物をめぐる推理が描かれている。その意味で、『白昼の死角』以降の作品の出発点としての役割を本作は果たしている。
百谷シリーズは、夫の泉一郎と、その妻に、経済評論家の娘で、株式取引の天才である明子を配したところに特色がある。明子の名前は与謝野晶子に由来する。「百谷泉一郎」という名前は、築城に適した土地は、百の谷に泉が一つある地形であるといったことから作られている。作者はこの名前で『講談倶楽部』に秘境物の連作を13編連載したこともある（これらはのちに『吸血の祭典』（出版芸術社）として出版されている）。
題材となっている事件は、台湾糖密輸事件、ドミニカ糖輸入事件に絡む国会議事録、某砂糖会社をめぐる買占め乗っ取り事件の記録を解体し、再構成したものである。発表当初、批評家からは、実際の事件の箇所と創作の部分との辻褄を合わせるために偶然性を用いすぎていると評され、必ずしも良い評価ではなかったが、この点については高木彬光本人が、
と反駁している。なお、松本清張はこの時期の高木彬光に対し、
と評している。

## あらすじ
ある11月末の夜、28歳の若手弁護士・百谷泉一郎は、友人と居酒屋で会った帰り道、井上力三というジャーナリスト崩れの男から声をかけられ、「人を殺した男を知っている」と告げられる。酔った男のざれごととして相手にしなかった泉一郎だが、翌日、父親の代理で和歌山県の白浜へ向かった彼は、旧友の警部補・近藤より「井上力三」という男が宿屋から失踪し、その遺留品の中に角砂糖が一つだけ綿に包まれて残されていた、という話を聞かされる。また、仕事で接収に行った家屋の住人は泉一郎のカメラを見て、「キャノンさえ売らなかったら」と叫んだ。
井上力三に興味を持った泉一郎は帰京後、彼について調査するが、その際に、白浜へ行く列車の中で知り合った大平明子と再会する。彼女は「キャノン」とは株の名前であると指摘する。井上力三のことにも興味を抱いた明子とともに、彼のアパートを訪れた泉一郎はそこで力三のかわりに30歳前の女の死体を発見する。そこにも角砂糖が一個、置かれていた。
泉一郎は明子の父・大平信吾と面会し、そこで八光製糖と、それにまつわる台湾糖・ドミニカ糖輸入事件の話を聞かされる。さらに、ダグラス・マッカーサーの手足となって暗躍したというキャノン機関とその残党の存在がクローズ・アップされてくる。目に見えぬ魔の手は、泉一郎の周囲にも及び、敵か味方か、「シャロック・ホームズ」と名乗る人物も現れ、彼に事件のヒントを与えようとする。

## 主な登場人物
- 百谷泉一郎 - 弁護士。犯罪者は運命論者だと感じている。父親より縁談をすすめられている。
- 大平明子 - 大平信吾の娘。数年で十万円の資金を一千万円近くに増やしたという株式相場の天才。
- 島源四郎 - 「東京秘密探偵社」[注 2]の調査部長。45、6歳。
- 坪井昌治 - 「東京秘密探偵社」の調査員。20代。
- 百谷義郎 - 弁護士。泉一郎の父親。
- 百谷富美子 - 義郎の妻。泉一郎の母親。
- 大平信吾 - 経済評論家。56歳。
- 上松晋輔 - 名古屋の弁護士。百谷家と親しい。
- 山岡 - 名古屋の弁護士。井上力三の過去の事件の弁護をしている。
- 小沼洋助 - 丸高証券の株式仲買人。泉一郎の友人。泉一郎に明子を紹介する。
- 近藤友弥 - 白浜署の警部補。泉一郎の学生時代の友人。泉一郎に二つの奇妙な事件のことを語る。
- 井上力三 - 赤新聞 「政経トピックス」の社員。48歳だが、老けてみえる。
- 義原利之 - 赤新聞 「政経トピックス」の社長。60近い年齢。
- 丹野ゆみ子 - 井上と同じアパートの608号に住む女。泉一郎の顔を隠し撮りする。
- 古畑慶子 - 井上の部屋から発見された被害者。24歳。八光製糖の本社の庶務課に勤務していた。
- 越沼大作 - 白浜の観光閣に宿泊していた謎の男。
- ジャック・キャノン - 進駐軍の特殊工作機関のトップ。
- 貝塚茂樹 - 前ロイター東京通信員。32歳。学究肌の性格。キャノン機関について詳しい。
- シャロック・ホームズ - 井上力三失踪・古畑慶子殺人・八光製糖事件について、泉一郎に書簡で進言する謎の人物。
- 周文兆 - ドミニカ糖事件で命を落とした周嘉理の弟。
- 八坂鋭太郎 - 八光製糖の社長。65歳。
- 八坂鋭一 - 八光製糖の専務。鋭太郎の息子。30代。
- 荒巻寛 - 八光製糖の常務。鋭太郎より10歳ほど年少。
- 米倉欽次 - 八光製糖の社長秘書。
- 槍田一男 - 八光製糖の社員。行方不明。
- 伊丹 - 八光製糖の顧問弁護士。泉一郎の見合い相手の父親。
- 伊丹世津子 - 伊丹弁護士の娘。泉一郎の見合い相手。
- 大友邦彦 - 保守党の代議士。八光製糖と関係が深い。
- 牧下龍作 - 警視庁の捜査一課の警部。